# Fernsehabend
Fernsehabend (auch Fernsehen) ist ein Zeichentrick-Sketch des deutschen Humoristen Loriot. Er zeigt ein Ehepaar, das am Abend vor seinem kaputten Fernseher sitzt und sich über das Fernsehprogramm und das eigene Fernsehverhalten unterhält.
Der Sketch ist Teil der dritten Folge der Sendereihe Loriot, die im Mai 1977 im Deutschen Fernsehen ausgestrahlt wurde. Darin ist er der letzte der drei unter dem Titel Szenen einer Ehe zusammengefassten Trickfilmsketche. Anders als die beiden anderen konzentriert sich Fernsehabend nicht auf das problematische Verhältnis der Ehepartner, sondern stellt deren Abhängigkeit vom Fernsehen in den Mittelpunkt. Gedruckt erschien der Sketch erstmals 1981.

## Handlung
Ein Ehepaar sitzt auf dem Sofa und blickt auf den Bildschirm seines kaputten Fernsehers. Auf die Frage der Frau, warum denn der Fernseher ausgerechnet heute kaputtgegangen sei, verweist der Mann darauf, dass das Gerät extra so gebaut worden sei, schnell kaputtzugehen. Die beiden versichern sich nun gegenseitig, dass sie nicht gern fernsehen. Nach einer kurzen Pause wirft die Frau ihrem Mann vor, er blicke auf den Fernseher. Als er ihr dasselbe vorwirft, betont sie, dass sie absichtlich vorbeiblicke und er das auch wissen würde, wenn er sich nur für sie interessieren würde. Als die Frau vorschlägt, mal zur Seite oder nach hinten zu schauen, lehnt der Mann das ab, weil er sich von einem kaputten Fernseher nicht seine Blickrichtung vorschreiben lasse. Danach beschwert er sich allgemein über das Fernsehprogramm und fragt sich, warum man überhaupt noch Fernsehen schaue. Die Frau schlägt dann vor, früher ins Bett zu gehen. Der Mann möchte aber wie sonst auch nach den Spätnachrichten der Tagesschau ins Bett gehen. Als die Frau antwortet, der Fernseher sei doch kaputt, erhebt sich der Mann wütend vom Sofa und schreit, er lasse sich von einem kaputten Fernseher nicht vorschreiben, wann er ins Bett zu gehen habe.

## Produktion und Veröffentlichung

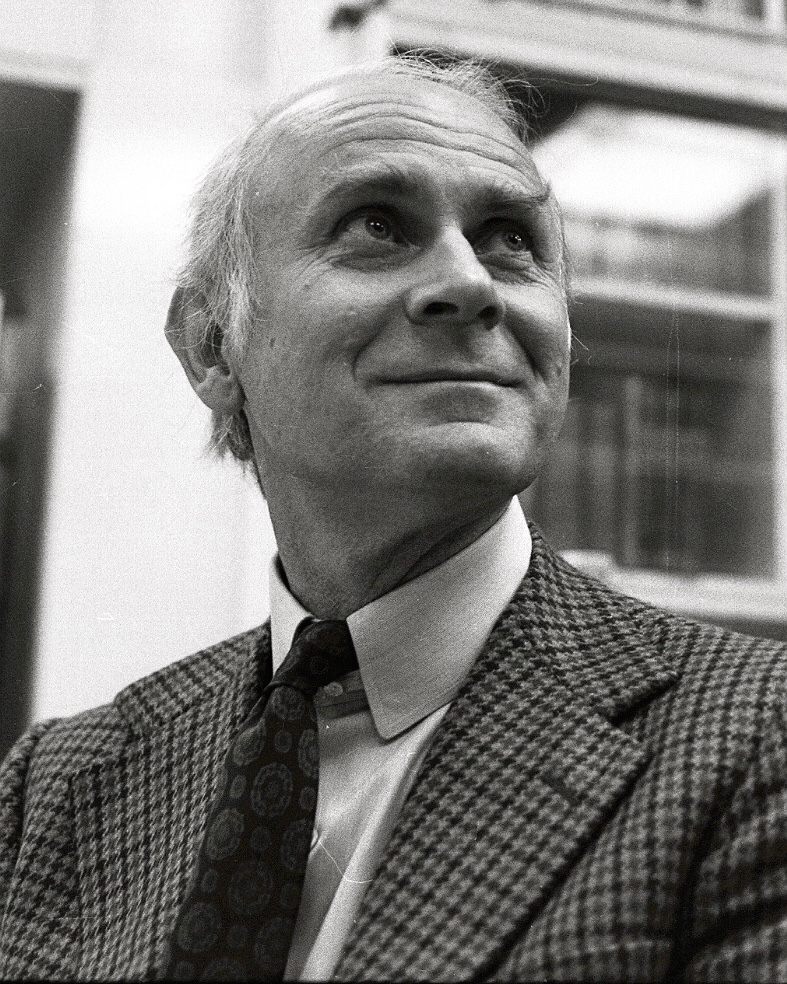
Loriot 1971 während einer Autogrammstunde

Der Sketch entstand im Trickfilmstudio Loriots, das er Anfang der 1970er Jahre in Percha am Starnberger See unweit seines Wohnorts Ammerland gegründet hatte und in dem er bis zu fünf Mitarbeiter beschäftigte. Wie bei fast allen seiner Trickfilme übernahm Loriot die beiden Sprechrollen selbst. Bei seiner Synchronisation der Ehefrau wurde die Tonhöhe technisch leicht nach oben verschoben.
Fernsehabend wurde erstmals in der dritten Folge der Sendereihe Loriot gezeigt, die am 16. Mai 1977 im Deutschen Fernsehen ausgestrahlt wurde. Darin ist der Sketch neben Das Frühstücksei und Feierabend einer der Szenen einer Ehe. Diese drei Trickfilme zeigen Situationen aus dem Ehealltag. Die ähnliche Kleidung und Frisuren legen nahe, dass es sich in allen drei Sketchen um dasselbe Paar handelt. Im Frühstücksei heißt die Frau Berta, in Feierabend heißt der Mann Hermann. Die einzelnen Szenen reihen sich zeitlich aneinander. Nach dem Frühstück sieht sich das Paar erst zum Feierabend des Mannes wieder. Nachdem die Frau ihre Hausarbeit beendet hat, sitzen beide vor dem Fernseher.
1997 ordnete Loriot sein Fernsehwerk neu und machte aus den sechs ursprünglichen Loriot-Folgen mit einer Länge von 45 Minuten vierzehn Folgen mit einer Länge von 25 Minuten. Fernsehabend ist Teil der zwölften Folge Der einsame König, andere kulturelle Intimbereiche und eine Skatrunde, die 8. Juli 1997 im Ersten ausgestrahlt wurde. Damit wurde der Sketch von den anderen beiden Szenen einer Ehe getrennt, die in der ersten Folge der Neuschnittfassung enthalten sind.
Der Text erschien 1981 in dem Sammelband Loriots dramatische Werke. Darin ist er dem Kapitel Szenen einer Ehe zugeordnet, das neben den drei Trickfilmen auch die Texte einiger Realfilmsketche Loriots mit Ehepaaren enthält. Seitdem wurde der Text in einigen weiteren Sammelbänden von Loriot veröffentlicht.

## Analyse und Einordnung
Die ersten beiden Szenen einer Ehe Das Frühstücksei und Feierabend sind von großen Konflikten zwischen den beiden Ehepartnern geprägt. Dabei tritt in erster Linie die Frau als Aggressor auf. In Fernsehabend klagt sie nun darüber, dass ihr Mann sich nicht für sie interessiere, und offenbart damit den Grund für ihr aggressives Verhalten in den zwei Szenen zuvor, wie die chinesische Germanistin Yanfei Zhu feststellt. Davon abgesehen verläuft das Gespräch zwischen den Ehepartnern diesmal deutlich weniger konfliktreich. Vor allem das Verhalten der Frau sei anders, da sie diesmal die Aussagen ihres Mannes weder überhöre noch verdrehe. Die Situation der Ehepartner erscheine dadurch weitaus weniger bitter und ausweglos als in den beiden anderen Szenen.
Statt der Konflikte innerhalb der Beziehung der Ehepartner steht beim Fernsehabend vor allem ihr Fernsehverhalten im Mittelpunkt. Die Ehepartner haben den Ablauf des Abends ganz auf den Fernseher ausgerichtet. Selbst als dieser kaputt ist, sind sie nicht in der Lage, sich von ihm abzuwenden und sich anders zu beschäftigen. Ihre gesamte Kommunikation dreht sich weiterhin nur um den Fernseher. Vor allem der Mann scheint vom Fernsehen vollkommen abhängig zu sein, während seine Frau zwar enttäuscht ist, aber sonst pragmatisch mit der Situation umgeht. Besonders absurd erscheint es dabei, dass der Mann darauf besteht, sich von dem Fernseher nichts vorschreiben lassen zu wollen, obwohl seine Aussagen das Gegenteil beweisen. So richtet er seine Zubettgehzeit selbst bei einem kaputten Fernseher noch am Fernsehprogramm aus. Uwe Ehlert, der zu Kommunikationsstörungen in Loriots Werk promovierte, weist darauf hin, dass dieses Verhalten auch im realen Leben anzutreffen sei. So versuchten viele, den Umfang ihres eigenen Fernsehkonsums gegenüber anderen zu verschleiern. Für Felix Christian Reuter, der seine Dissertation über Loriots Fernsehsketche verfasste, entspricht der Mann damit außerdem dem Stereotyp eines Kleinbürgers, der alles versuche, um nicht als Kleinbürger zu erscheinen.
Fernsehabend zeigt ein ähnliches Motiv wie der Realfilmsketch Das Medium der Verinnerlichung aus der ersten Folge der Sendereihe Loriot und kann als dessen trickfilmische Fortsetzung gelten. In diesem Sketch sitzt das Ehepaar vollkommen teilnahmslos auf dem Sofa und reagiert erst nach dem „Anschalten“ einer Fernsehattrappe. Beide Sketche zeigen Loriots ambivalentes Verhältnis gegenüber dem Fernsehen. Auf der einen Seite war er von den Möglichkeiten des Mediums angetan und bediente sich ihrer für sein eigenes Werk, auf der anderen Seite war er sich auch der Risiken bewusst, die vom Fernsehen ausgingen. Wie in Fernsehabend bezog er in seine Fernsehkritik oft auch die Zuschauer ein, die das Programm durch ihr Nutzungsverhalten beeinflussten.

## Ausgaben (Auswahl)
Bildtonträger
- Loriots Vibliothek. Band 1: Herren im Bad oder der Mann als solcher. Warner Home Video, Hamburg 1984, VHS Nr. 1.
- Loriot – Sein großes Sketch-Archiv. Warner Home Video, Hamburg 2001, DVD Nr. 4 (als Teil von Loriot 12).
- Loriot – Die vollständige Fernseh-Edition. Warner Home Video, Hamburg 2007, DVD Nr. 3 (als Teil von Loriot III).
- Loriot – Die vollständige Fernseh-Edition. Warner Home Video, Hamburg 2007, DVD Nr. 5 (Lesung von Loriot und Evelyn Hamann).
- Loriots große Trickfilmrevue. Salzgeber, Berlin 2023, DVD/Blu-ray.

Tonträger
- Loriots dramatische Werke. Ehe, Politik und andere Katastrophen. Deutsche Grammophon, Hamburg, 1981, Schallplatte.
- Loriot. Litera, Ost-Berlin, 1988, Schallplatte.
- Loriots Klassiker. Deutsche Grammophon, Hamburg, 1988, CD.
- Loriot – Dramatische Werke. Diogenes, Zürich, 2016, CD (gelesen von Stermann & Grissemann).

Bücher
- Loriots dramatische Werke. Diogenes, Zürich 1981, ISBN 3-257-01004-4, S. 124–126.
- Das Frühstücksei. Diogenes, Zürich 2003, ISBN 3-257-02081-3, S. 77–79.
- Gesammelte Prosa. Diogenes, Zürich 2006, ISBN 978-3-257-06481-0, S. 172–174.